# Charlotte Klasen
Charlotte Klasen (* 9. Oktober 1995 in Gifhorn) ist eine ehemalige deutsche Tennisspielerin. Ihre ältere Schwester Anna ist ebenfalls Tennisprofi.

## Karriere
Klasen begann mit fünf Jahren mit dem Tennisspielen beim TC GW Gifhorn und bevorzugter den Hartplatz. Ihre Profikarriere begann 2011 mit ersten Teilnahmen bei ITF-Turnieren. Sie spielt überwiegend auf Turnieren des ITF Women’s Circuit, bei denen sie mit ihrer Schwester bereits fünf Doppeltitel gewinnen konnte.
In der deutschen Tennisbundesliga spielte Klasen für den TC Blau-Weiss Berlin in den Jahren 2013, 2014, 2015 und 2017 in der ersten, sowie 2016, 2018 und 2019 in der zweiten Liga.
2016 gewann Charlotte Klasen bei den Berliner Verbandsmeisterschaften sowohl den Titel im Einzel als auch im Doppel.
Ihr letztes Match auf der Damentour spielte sie im August 2018. Sie wird daher nicht mehr in der Weltrangliste geführt.

## Sonstiges
Charlotte, die drei Geschwister hat, legte 2014 am Gymnasium Hankensbüttel das Abitur ab.

## Turniersiege

### Doppel
| Nr. | Datum            | Turnier | Kategorie   | Belag | Partnerin   | Finalgegnerinnen                     | Ergebnis         |
| --- | ---------------- | ------- | ----------- | ----- | ----------- | ------------------------------------ | ---------------- |
| 1.  | 5. Juli 2013     | Brüssel | ITF $10.000 | Sand  | Anna Klasen | Michaela Boev Anastassija Wassyljewa | 6:1, 6:3         |
| 2.  | 12. Oktober 2013 | Antalya | ITF $10.000 | Sand  | Anna Klasen | Assija Dair Lee Hua-chen             | 7:62, 6:2        |
| 3.  | 3. Oktober 2014  | Pula    | ITF $10.000 | Sand  | Anna Klasen | Marie Benoît Kimberley Zimmermann    | 6:3, 4:6, [10:8] |
| 4.  | 18. Oktober 2014 | Pula    | ITF $10.000 | Sand  | Anna Klasen | Diana Buzean Raluca Elena Platon     | 6:2, 6:3         |
| 5.  | 25. Oktober 2015 | Antalya | ITF $10.000 | Sand  | Anna Klasen | Anna Bondár Rebeka Stolmár           | 6:4, 6:4         |